# Trnava pri Laborci
Trnava pri Laborci (bis 1948 slowakisch „Tarnava“; ungarisch Tarna) ist eine Gemeinde im Osten der Slowakei mit 640 Einwohnern (Stand 31. Dezember 2024), die zum Okres Michalovce, einem Teil des Košický kraj, gehört und in der traditionellen Landschaft Zemplín liegt.

## Geographie
Die Gemeinde befindet sich im Ostslowakischen Hügelland im Ostslowakischen Tiefland, am südwestlichen Hang des Vihorlatgebirges, am Bach Trnavský potok. Die Fließgewässer gehören zum Einzugsgebiet des Laborec (über den Stausee Zemplínska šírava). Das Ortszentrum liegt auf einer Höhe von 160 m n.m. und ist achteinhalb Kilometer von Michalovce entfernt.
Nachbargemeinden sind Oreské im Nordwesten und Norden, Porúbka im Nordosten, Vinné im Osten und Südosten, Michalovce (Stadtteil Stráňany) im Süden und Zbudza im Südwesten und Westen.

## Geschichte

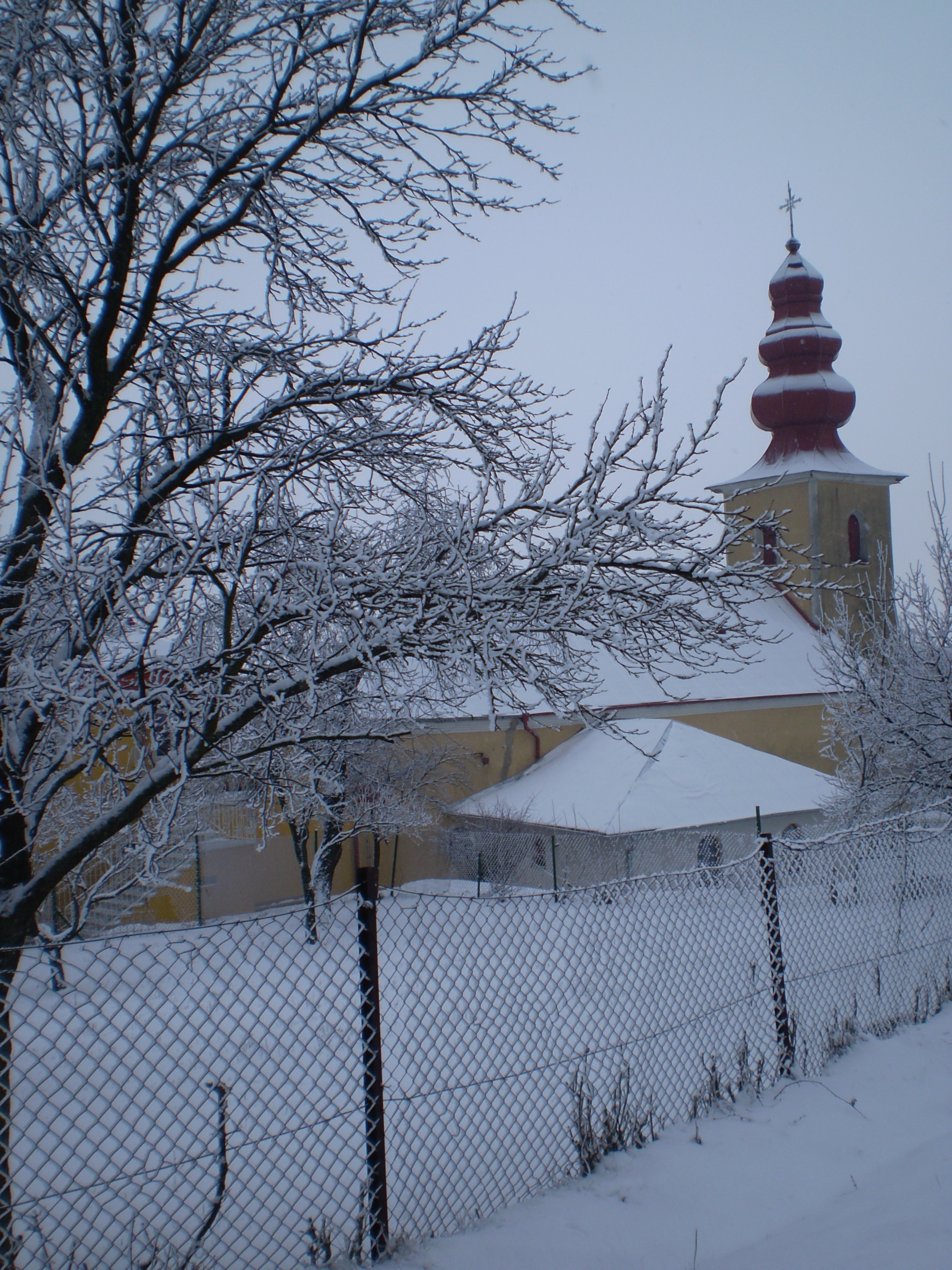
Griechisch-katholische Kirche im Winter

Trnava pri Laborci wurde zum ersten Mal 1249 als Turnua schriftlich erwähnt, weitere historische Bezeichnungen sind unter anderen Tvrnoa (1258), Thornus (1335), Kys Tarna (1408), Alsotarna, Felsewtarna (1419) und Tarnawa (1808). Im Jahr der Ersterwähnung ging der Besitz von Peter, Sohn von Sobeslav an den Edelmann Jakov. In der ersten Hälfte des 14. Jahrhunderts entstand mit Zustimmung des Gutsherren eine neue Siedlung nach deutschem Recht und mit eigenem Schultheiß, somit wurden bis ins 16. Jahrhundert zwei getrennte Orte geführt. 1427 wurden 43 Porta verzeichnet, in diesem Jahr gehörten die Ortsgüter fünf verschiedenen Familien. Im 18. Jahrhundert entvölkerte sich der Ort wegen Flucht von Untertanen. 
1715 wohnten acht Untertanen-Familien im Ort. 1828 zählte man 49 Häuser und 466 Einwohner, die als Landwirte und Winzer beschäftigt waren. Bis zum 20. Jahrhundert besaß die Familie Sztáray die Ortsgüter.
Bis 1918/1919 gehörte der im Komitat Ung liegende Ort zum Königreich Ungarn und kam danach zur Tschechoslowakei beziehungsweise heute Slowakei. Auch in der Zeit der ersten tschechoslowakischen Republik verblieb die Bevölkerung bei traditionellen Einnahmequellen. Nach dem Zweiten Weltkrieg wurde die örtliche Einheitliche landwirtschaftliche Genossenschaft (Abk. JRD) im Jahr 1958 gegründet, ein Teil der Einwohner pendelte zur Arbeit nach Michalovce.

## Bevölkerung
| Jahr                | 1994 | 2004    | 2014     | 2024    |
| ------------------- | ---- | ------- | -------- | ------- |
| Anzahl der Personen | 551  | 532     | 591      | 640     |
| Unterschied         |      | −3,44 % | +11,09 % | +8,29 % |

| Jahr                | 2023 | 2024    |
| ------------------- | ---- | ------- |
| Anzahl der Personen | 636  | 640     |
| Unterschied         |      | +0,62 % |

Nach der Volkszählung 2011 wohnten in Trnava pri Laborci 568 Einwohner, davon 549 Slowaken, vier Tschechen, drei Ukrainer, zwei Polen sowie jeweils ein Magyare, Russe und Russine. Ein Einwohner gab eine andere Ethnie an und sechs Einwohner machten keine Angabe zur Ethnie.
275 Einwohner bekannten sich zur griechisch-katholischen Kirche, 242 Einwohner zur römisch-katholischen Kirche, 11 Einwohner zur orthodoxen Kirche, acht Einwohner zur reformierten Kirche und ein Einwohner zur Evangelischen Kirche A. B. Zwei Einwohner bekannten sich zu einer anderen Konfession, 15 Einwohner waren konfessionslos und bei 14 Einwohnern wurde die Konfession nicht ermittelt.

## Bauwerke und Denkmäler
- griechisch-katholische Kirche Aussendung des Heiligen Geistes im Barockstil aus dem Jahr 1713, 1870–1872 saniert[6]
- Landsitz der Familie Ehrenheim im barock-klassizistischen Stil aus der Mitte des 18. Jahrhunderts
- vier kleine steinerne Brücken über den Dorfbach
- Ruine der Burg Vinné östlich des Ortes

## Verkehr
In Trnava pri Laborci endet die Cesta III. triedy 3746 („Straße 3. Ordnung“), die an der Cesta III. triedy 582 („Straße 2. Ordnung“) zwischen Michalovce und Vinné beginnt. Der nächste Bahnanschluss ist in Michalovce an der Bahnstrecke Michaľany–Łupków.